# Huawei Nova Y61
Huawei Nova Y61 — смартфон початкового рівня, розроблений компанією Huawei. Був представлений 1 листопада 2022 року і є наступником Huawei Nova Y60.
9 грудня 2022 року в Китаї був представлений Huawei Enjoy 50z, що є перейменованим Huawei Nova Y61 і має більшу кількість пам'яті. Приблизно в грудні 2023 року в ПАР Huawei представила для Huawei Nova Y62 та Huawei Nova Y62 Plus, що відрізняються від Nova Y61 більшою кількістю пам'яті та відсутністю зеленого варіанту кольору. Між собою Huawei Nova Y62 та Huawei Nova Y62 Plus відрізняються тільки кількістю оперативної пам'яті.

## Дизайн

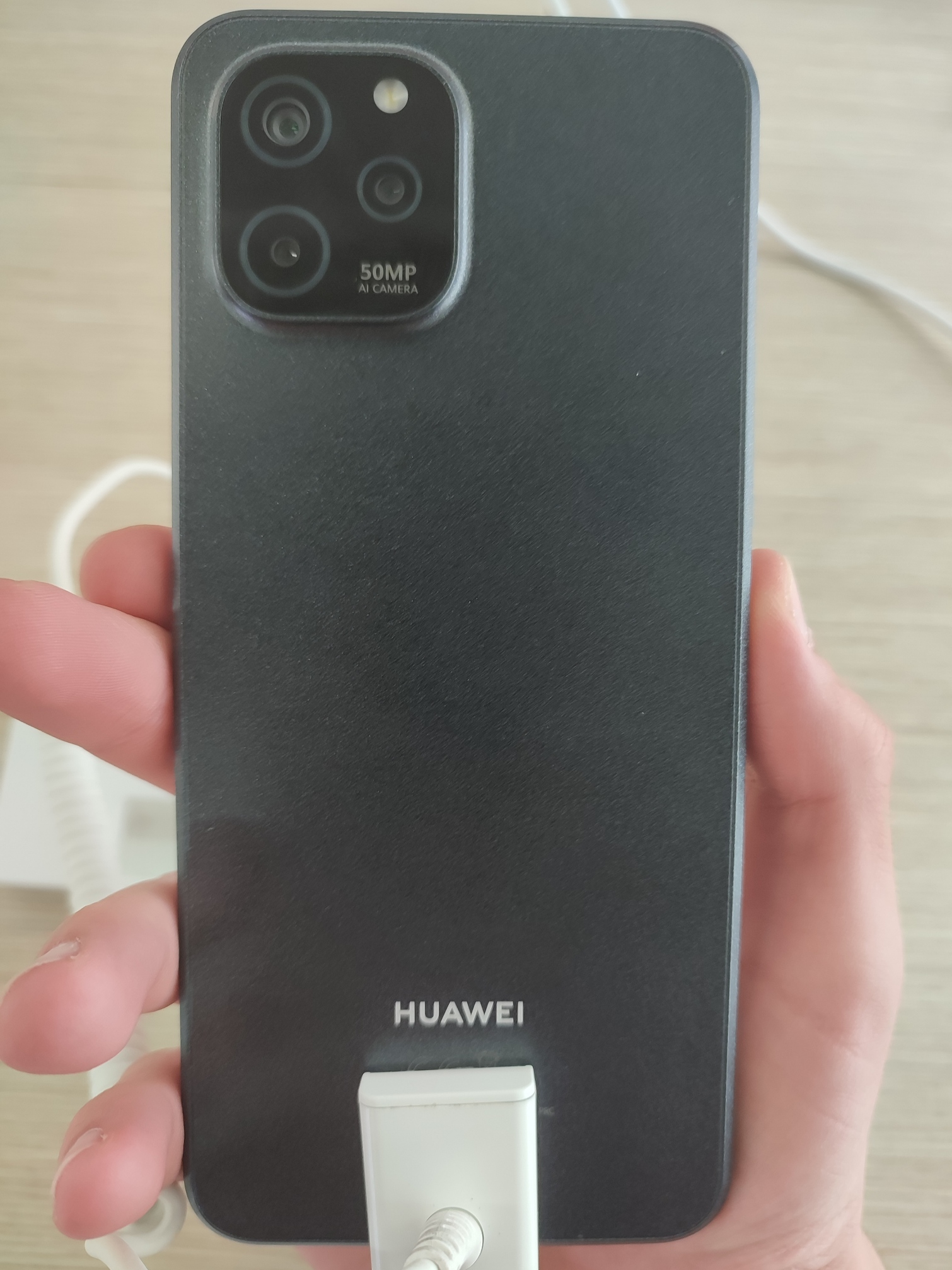
задня панель Huawei Nova Y61 в кольорі Midnight Black

Екран виконаний зі скла. Задня панель та рамка виконані з матового пластику.
Блок камери за дизайном подібний до Pro-моделей iPhone.
Знизу розміщені роз'єм USB-C мікрофон та 3.5 мм аудіороз'єм. Зверху розташований динамік та другий мікрофон. Зліва розташований слот під 2 SIM-картки і карту пам'яті формату microSD до 512 ГБ. Справа розміщені гойдалка регулювання гучності та кнопка блокування, в яку вбудований сканер відбитків пальців.
Huawei Nova Y61 та Enjoy 50z продавалися в 3 кольорах: Midnight Black (чорний), Sapphire Blue (синій) та Mint Green (зелений), а Huawei Nova Y62/Y62 Plus — тільки в перших двох кольорах.

## Технічні характеристики

### Апаратне забезпечення
Huawei Nova Y61 продався в конфігураціях 4/64 та 6/64 ГБ, Nova Y62 — 4/128 ГБ, Nova Y62 Plus — 8/128 ГБ, а Enjoy 50z — 6/128 ГБ, 6/256 та 8/256 ГБ.
Батарея отримала об'єм 5000 мА·год та підтримку швидкої зарядка на 22,5 Вт.
Екран IPS LCD, 6,52", HD+ (1600 × 720) зі щільністю пікселів 269 ppi, співвідношенням сторін 20:9 та краплеподібним вирізом під фронтальну камеру.
Смартфони отримали основну потрійну камеру, що складається з ширококутного об'єктиву на 50 Мп з діафрагмою f/1.8 і фазовим автофокусом та макрооб'єктиву і сенсора глибини по 2 Мп з діафрагмою f/2.4. Також пристрої отримали фронтальну камеру на 5 Мп з діафрагмою f/2.2. Основна та фронтальна камери смартфонів вміють записувати відео в роздільній здатності 1080p@30fps.

### Програмне забезпечення
Huawei Nova Y61/Y62/Y62 Plus працюють на EMUI 12, що, ймовірно, працює на базі Android 11 без сервісів Google Play. Натомість Huawei Enjoy 50z працює на HarmonyOS 2.0.